# Erigone Corona
L'Erigone Corona è una struttura geologica della superficie di Venere.